# Mocydia spiculum
Mocydia spiculum är en insektsart som beskrevs av Abdul-nour 1986. Mocydia spiculum ingår i släktet Mocydia och familjen dvärgstritar. Inga underarter finns listade i Catalogue of Life.